# Condylostylus bradleii
Condylostylus bradleii är en tvåvingeart som beskrevs av Van Duzee 1915. Condylostylus bradleii ingår i släktet Condylostylus och familjen styltflugor. Inga underarter finns listade i Catalogue of Life.